# Call Me Baby
Singles de EXO
December, 2014 (The Winter's Tale)
(2014) Love Me Right
(2015)
Call Me Baby (coréen : 콜 미 베이비 ; chinois : 叫我) est un single du boys band sud-coréano-chinois EXO, sorti le 27 mars 2015 en coréen et en mandarin, comme titre phare issu de leur second album EXODUS. La chanson a été un véritable succès commercial, ayant été vendu à plus de 1,2 million d'exemplaires dans le monde entier.

## Contexte et sortie
Pour promouvoir la sortie d'EXODUS, une série de vidéos dénommées « Pathcode », qui comportent chacune un membre d'EXO qui sont installées à différents endroits, ont été mises en ligne sur YouTube. Les premières lettres des noms de ces lieux - Colorado, Arizona, Londres, Lyon, Marseille, Édimbourg, Barcelone, Almaty, Berlin et Yunnan - allaient épeler « Call Me Baby », le titre du premier single de l'album. Il a été publié numériquement le 27 mars 2015, soit trois jours avant l'album. EXO a commencé à faire la promotion de la chanson sur les plateaux des émissions musicales sud-coréennes le 2 avril. Après la conférence de presse pour la sortie de l'album, Tao fut absent des activités promotionnelles et s'est retiré plus tard du groupe, faisant de "Call Me Baby" le dernier single d'EXO auquel il a participé,.

## Clip-vidéo
Les clips-vidéos coréens et chinois de "Call Me Baby" ont été mises en ligne le 30 mars 2015. Les vidéos montrent principalement EXO exécutant leur chorégraphie dans un entrepôt et sur fond blanc, et ont été filmées en une seule prise (méthode du "One shot (music video) (en)", également utilisé pour 으르렁 (Growl)). La version coréenne est devenue plus tard la troisième vidéo de musique K-pop la plus regardée sur YouTube en 2015.
Le 23 août 2016, « Call Me Baby » devient le troisième clip musical à atteindre les 100 millions de vues après « 중독 (Overdose) » et « 으르렁 (Growl) ». Le 23 septembre 2018, il devient le second clip du groupe à atteindre les 200 millions de vues.

## Interprétation en tournée
La chanson a été interprétée lors de leur seconde tournée « EXO'luXion », lors de l'« EXO'rDIUM » en version acoustique, lors de leur quatrième tournée « EℓyXiOn » dans une version réarrangée ainsi que leur cinquième tournée.

## Accueil
En écrivant pour Billboard, Jeff Benjamin a commenté : “"Call Me Baby" sonne entièrement inspiré par le son de la fin des années 90 et du début des années 2000; ça sonne comme si NSYNC le ferait si elle atteignait son apogée en 2015. Mais bien sûr, c'est de la K-pop et cela signifie qu'EXO apporte non seulement la sensation nostalgique, mais le fait à une intensité de 200 %, avec des beats plus gros, plus accrochant et l'ajout de rap et les répartitions de la danse.”. La chanson a pris la seconde place sur le Gaon Chart et dans le Billboard World Digital Songs,. Il est également entré dans le Canadian Hot 100 (98e), faisant d'EXO le deuxième artiste sud-coréen, après Psy, à apparaître sur ce chart. "Call Me Baby" a remporté la première place 18 fois au total dans les émissions musicales sud-coréennes, le deuxième plus grand nombre de victoires. Billboard a classé la chanson troisième sur leur liste des 10 meilleures chansons K-pop de 2015.

## Classements

### Classements hebdomadaires
| Classements                        | Meilleure position |
| ---------------------------------- | ------------------ |
| South Korea (Gaon)                 | 2                  |
| US World Digital Songs (Billboard) | 2                  |
| Canadian Hot 100 (Billboard)       | 98                 |

### Classement mensuel
| Classement                  | Meilleure position |
| --------------------------- | ------------------ |
| South Korean singles (Gaon) | 2                  |

### Classement annuel
| Classement                  | Meilleure position |
| --------------------------- | ------------------ |
| South Korean singles (Gaon) | 7                  |

## Ventes

### Téléchargement
| Pays                  | Ventes    |
| --------------------- | --------- |
| South Korea (Gaon)    | 1 229 566 |
| USA (RIAA)            | 5 000     |
| Canada (Music Canada) | 200       |

### Streaming
| Pays               | Ventes     |
| ------------------ | ---------- |
| South Korea (Gaon) | 57 258 832 |

## Prix et nominations
| Année | Prix                           | Titre                       | Résultat   |
| ----- | ------------------------------ | --------------------------- | ---------- |
| 2015  | MelOn Music Awards             | Song of the Year            | Nomination |
| 2015  | Mnet Asian Music Awards        | UnionPay Song of the Year   | Nomination |
| 2015  | MBC Music Show Champion Awards | Best Champion Songs of 2015 | Lauréat    |
| 2016  | Golden Disk Awards             | Digital Bonsang             | Nomination |

### Programmes de classements musicaux
| Programme                 | Date          |
| ------------------------- | ------------- |
| Inkigayo (SBS)            | 5 avril 2015  |
| Inkigayo (SBS)            | 12 avril 2015 |
| Inkigayo (SBS)            | 19 avril 2015 |
| Show Champion (MBC Music) | 8 avril 2015  |
| Show Champion (MBC Music) | 15 avril 2015 |
| Show Champion (MBC Music) | 22 avril 2015 |
| M Countdown (Mnet)        | 9 avril 2015  |
| M Countdown (Mnet)        | 17 avril 2015 |
| M Countdown (Mnet)        | 30 avril 2015 |
| Music Bank (KBS)          | 10 avril 2015 |
| Music Bank (KBS)          | 17 avril 2015 |
| Music Bank (KBS)          | 24 avril 2015 |
| Music Bank (KBS)          | 1er mai 2015  |
| Show! Music Core (MBC)    | 11 avril 2015 |
| Show! Music Core (MBC)    | 18 avril 2015 |
| Show! Music Core (MBC)    | 25 avril 2015 |
| Show! Music Core (MBC)    | 2 mai 2015    |
| The Show (SBS MTV)        | 28 avril 2015 |